# Virgilio Marchi
Virgilio Marchi (n. 21 de enero de 1895 - m. 1960) fue un escenógrafo y arquitecto italiano.
Era un miembro del segundo futurismo y uno de los diseñadores más importantes de Italia. En su edad temprana en el movimiento futurista, con Filippo Tommaso Marinetti se hicieron amigos, para quien diseñó villa de Capri en 1927. Sus dibujos son la síntesis extrema entre la cultura de la arquitectura de vanguardia y el urbanismo como Antonio Sant'Elia y Mario Chiattone. Como arquitecto en 1925 reestructuró el Teatro Odescalchi, dotándolo de un moderno sistema eléctrico, la Casa d'Arte Bragaglia (Casa de Arte Bragaglia) y el Teatro degli Indipendenti (Teatro de los Independientes), y desarrolló el proyecto de restauración del spa de Via de Avignonesi en Roma.
En 1929, diseñó decorados y el vestuario de la obra italiana L'Italiana in Algeri y La Cenerentola de Rossini. En 1930 comenzó su colaboración con la Sociedad de Lamberto Picasso. Al año siguiente se publicó en 1934 "Italia nuova", fue uno de los participantes de la conferencia de Volta organizada por la Academia de Italia.
Entre 1948 y 1952 construyó el Cine Odeon en Livorno, fue uno de los más grandes en Italia y pero fue demolido en 2006.